# 措美县
措美县（藏語：མཚོ་སམད་རྫོང，威利转写：mtsho smad rdzong，藏语拼音：Comai Zong）是中华人民共和国西藏自治区山南市下属的一个县。藏语中意思是“湖的下游”，因其位于哲古湖下游。与之接壤的县市有：东边隆子县，南边洛扎县，西边浪卡子县，北边琼结县、乃东县。面积4549平方公里，常住人口約1.5万人，县人民政府驻措美镇当许。

## 行政区划
措美县下辖2个镇、2个乡：
措美镇、哲古镇、乃西乡和古堆乡。

## 人口
根據第七次人口普查數據，截至2020年11月1日零時，措美縣常住人口為12132人。

## 交通
- 219国道过境。